# Malîi Kobeleaciok, Novi Sanjarî
Malîi Kobeleaciok (în ucraineană Малий Кобелячок) este localitatea de reședință a comunei Malîi Kobeleaciok din raionul Novi Sanjarî, regiunea Poltava, Ucraina.

## Demografie
Componența lingvistică a localității Malîi Kobeleaciok
     Ucraineană (99,34%)
     Alte limbi (0,66%)
Conform recensământului din 2001, majoritatea populației localității Malîi Kobeleaciok era vorbitoare de ucraineană (99,34%), existând în minoritate și vorbitori de alte limbi.